# Onuche Ogbelu
Onuche Ogbelu, né le 10 mai 2003, est un footballeur nigérian qui évolue au poste de milieu de terrain à l'Espérance sportive de Tunis.

## Biographie

### En club
Après un début de carrière dans son pays natal et trois matchs disputés dans le championnat du Nigeria, Ogbelu signe le 30 septembre 2023 un contrat de trois ans avec l'ES Tunis, évoluant en première division tunisienne.
Il remporte dès sa première saison le Championnat de Tunisie et dispute la finale de la Ligue des champions de la CAF, remportée sur le score cumulée d'un but à zéro par le club égyptien d'Al-Ahly.
Le premier juin 2025, il marque l'unique but de la finale de la coupe contre le Stade tunisien d'un tir lointain et permet à l'EST de remporter sa seizième coupe et son sixième doublé.

### En équipe nationale
Entre 2022 et 2023, il dispute 11 matchs avec l'équipe du Nigeria des moins de 20 ans, sous la direction de l'entraîneur Ladan Bosso.

## Style de jeu
En club ou en sélection, Ogbelu est principalement un milieu central. Ses capacités à faire circuler le ballon et à résister au pressing adverse ont été saluées.

## Palmarès
- Vainqueur du Championnat de Tunisie en 2024 et 2025
- Vainqueur de la coupe de Tunisie en 2025
- Finaliste de la Ligue des champions de la CAF en 2023-2024
- Troisième de la Coupe d'Afrique des nations de football des moins de 20 ans en 2023